# Чернов, Михаил Семёнович
Михаи́л Семёнович Черно́в (также известен как Дядя Миша; 26 января 1941, Ленинград) — советский и российский музыкант, джазовый саксофонист, педагог, участник многих музыкальных коллективов и проектов. Бывший участник группы «ДДТ».

## Биография
Родился 26 января 1941 года в Ленинграде, на Лиговке. Во время блокады его семья была эвакуирована, а отец погиб на фронте. В школьные годы занимался боксом, получил звание мастера спорта.
В 1959 году начал заниматься музыкой в Ленинградском техникуме железнодорожного транспорта. Играл на гитаре. В те же годы освоил кларнет и альт-саксофон. Участвовал в студенческой самодеятельности.
В 1962—1967 годах проходил срочную службу в военном оркестре. Во время службы создал джаз-коллектив, выступал на армейских фестивалях самодеятельности. Тогда же познакомился со ставшими впоследствии известными джазменами Алексеем Кузнецовым и Алексеем Козловым. В 1967 году демобилизовался, после чего играл на кларнете, саксофоне и флейте в Одесском джаз-оркестре Евгения Болотинского вплоть до 1970 года.
В 1974 году вернулся в Ленинград. В том же году поступил в музыкальное училище им. Н. А. Римского-Корсакова на эстрадное отделение по классу саксофона и флейты. Учился у джазового саксофониста Геннадия Гольштейна. Во время учёбы играл в ансамблях Давида Голощёкина, Валерия Мысовского, в оркестре Иосифа Вайнштейна, участвовал в ежегодном фестивале «Осенние ритмы». В 1978 году окончил училище им. Н. А. Римского-Корсакова с красным дипломом. Тогда же поступил в Ленинградскую консерваторию на заочное отделение. Начал педагогическую деятельность.
В 1979 году в составе оркестра Олега Лундстрема принимал участие в культурной программе московских Олимпийских игр.
В 1981—1985 годы руководил ансамблем, аккомпанирующим вокальной группе джаз-клуба «Квадрат». Вместе с ансамблем стал лауреатом джазовых фестивалей в Архангельске и Баку.
В 1983 году окончил Ленинградскую консерваторию. Тогда же стал руководителем танцевального оркестра при ДК им. Ленсовета.
С 1984 года участвовал в записи альбомов с ленинградскими рок-группами «Аквариум», «Зоопарк», «Алиса», «Мифы», «ДДТ» и другими.
С 1988 по 2010 год — участник «ДДТ», где играл на саксофоне и флейте. Автор симфонических обработок песен. В свободное от «ДДТ» время играл в группе Ильдара Казаханова «Старый Карфаген».
29 сентября 2010 года в древнеримском амфитеатре в Кейсарии (Израиль) состоялся его последний концерт в составе DDT. Причиной своего ухода он назвал увольнение Игоря Доценко, одного из ключевых музыкантов группы, и переориентацию звучания группы на электронный стиль: «группа переориентировалась на электронно-компьютерный стиль, где я чувствую себя лишним — не вижу и не слышу себя в этой музыке».
Принимал участие в игровых телепрограммах «Блеф-клуб» и «Кулинарная прогулка».
В настоящее время ведёт класс саксофона и является методистом джазового филиала ДШИ «Охтинский центр эстетического воспитания». С 2003 года играет с блюзовой группой «Forrest Gump».